# Иван Такев
Вижте пояснителната страница за други личности с името Такев.
Иван Такев е български журналист.
Води рубриката „Да разлаем кучетата“ – сегмент от сутрешния блок на телевизия ТВ+. Бивш пресаташе на ЦСКА (София).

## Биография
Иван Такев е роден на 28 юли 1957 година. Завършва специалностите „журналистика“ и „българска филология“ в СУ „Св. Климент Охридски“.
Такев е работил в отдел „Реклама“ на БСФС. След това е нает като нещатен сътрудник в БНР. През 1985 година става редактор в „Програма“ и „Култура“. Две години прекарва в радио „Свободна Европа“. През 1991 година започва работа като репортер в „По света и у нас“ на БНТ. Година по-късно е водещ на предаването „Отзвук“. През 1993 година специализира в Би Би Си. Такев е отговорен редактор на „Новини“ в Канал 1, както и главен редактор на отдел „Публицистика“. От 1998 до 2001 година работи в „Имидж“ АД, където е експерт по PR и реклама.